# Ala en flecha

Esquema de un avión con configuración de ala en flecha.

El ala en flecha es una configuración alar común en los aviones de alta velocidad. La forma más común de ala en flecha es con los extremos de estas dirigidos atrás, en vez de formar un ángulo recto con el fuselaje. Sin embargo, la configuración opuesta (con los extremos de las alas dirigidos adelante) también se utiliza en algunos aviones. Así tenemos dos disposiciones diferentes de ala en flecha: ala en flecha positiva, en el primer caso y ala en flecha negativa, en el segundo caso. 

## Historia

Un B-52 Stratofortress mostrando sus alas en flecha.

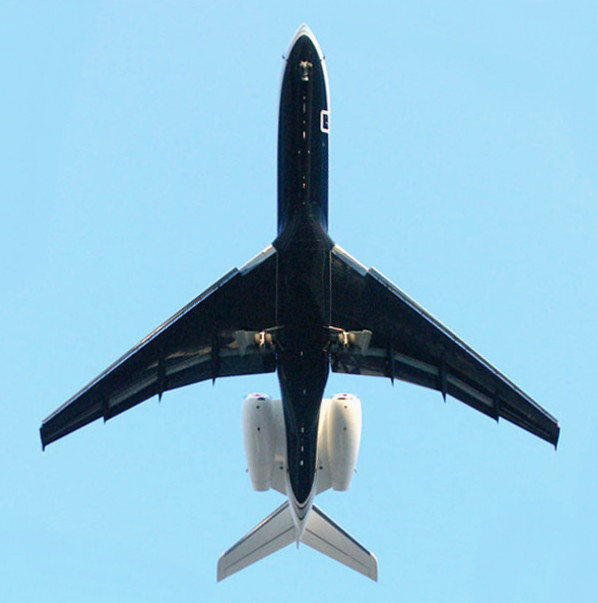
Las alas en flecha de un avión ejecutivo grande.

Este efecto ya era oficial hacia 1930, pero como los aviones por esa época volaban a velocidades reducidas, se lo consideraba un tema de interés puramente académico. La existencia de grandes motores en la parte anterior de los aviones hacia difícil obtener un ratio de fineza adecuado, y a pesar de que era posible fabricar alas delgadas y anchas, estas características resultaban en una reducción en su resistencia. El avión británico Supermarine Spitfire utilizó alas tan delgadas como era posible para disminuir la resistencia a altas velocidades, aunque esto produjo una serie de problemas aerodinámicos tales como inversión de los efectos de los controles. Los diseños alemanes en cambio optaron por alas más gruesas de mayor resistencia y mayor espacio interno que permitían guardar el tren de aterrizaje, combustible y armamento, aunque a costa de una mayor resistencia.  
También es importante hacer mención de algunos prototipos de prueba como el Bell L39. Que en mayo de 1946 ya apuntaba formas de lo que supondría la construcción de un ala de flecha pronunciada. Los estudios se mostraron reveladores con un rendimiento sorprendente. Poco conocido abrió todo un campo de experimentación sobre las alas en flecha.
Los ingenieros alemanes ya habían presentado una solución en una reunión de temas de aeronáutica que tuvo lugar en 1935 en Roma Italia. En su presentación hicieron observar que el espesor del ala para los cálculos se debía medir a lo largo de la dirección del flujo de aire en vez de medirlo a lo largo de la línea de la cuerda del ala. De esta forma un ala gruesa podía ser "adelgazada" al rotarla hasta lograr un ángulo relativo a la dirección del flujo de aire orientándola para atrás (en flecha). Dado que por esa época la velocidad máxima de los aviones apenas alcanzaba los 400 km/h, la presentación alemana no tuvo una aplicación inmediata.
Con la introducción de los motores de reacción en la última mitad de la Segunda Guerra Mundial la aplicación del ala en flecha se hizo oportuna. Los aviones alemanes Messerschmitt Me 262 (con motores de reacción, de planta alar parecida a la de muchos aviones comerciales más recientes) y Messerschmitt Me 163 (impulsado por un motor cohete) sufrían los efectos de la compresibilidad, lo que los hacía muy difíciles de controlar a altas velocidades. Además las altas velocidades los situaban en el régimen de resistencia de onda, y cualquier cosa que pudiera reducir este efecto incrementaría las prestaciones de estos aparatos, sobre todo el reducidísimo tiempo de vuelo, del orden de minutos del Me-163, del que se dice que fue el primer avión en superar los 1000 km/h, hecho que no divulgaron por mantener el secreto de sus avances durante la guerra.
Por dichas razones se lanzó un plan masivo para introducir diseños de alas en flecha, tanto para los aviones de caza como para los bombarderos. Para ello se construyó el Messerschmitt Me P.1101, como avión prototipo, para investigar las características y particularidades del diseño y establecer cuales eran los ángulos óptimos de la flecha para las alas, fue el primer avión movido por turbina a reacción que probó el concepto del ala con flecha de ángulo variable. Ninguno de los diseños estuvo consolidado como para ser utilizado antes de finalizar la Segunda Guerra Mundial, pero el ejército norteamericano capturó el P.1011 y lo envió a Estados Unidos. En Estados Unidos se construyeron dos copias con motores norteamericanos que se utilizaron para avanzar en la investigación y que fueron conocidos como Bell X-5, este avión resultó inestable, y no se consiguió la estabilidad de los aviones con flecha de ángulo variable hasta que se añadió en la raíz del ala, una sección de pequeña longitud y flecha fija de gran ángulo, en la que se articulaba la sección del ala con ángulo de flecha variable. Theodore von Kármán relata que el ingeniero principal de Boeing envió un cable al departamento de diseño de su empresa para parar el diseño de un bombardero en el que estaban trabajando, al ver en 1945 los datos de túnel de viento de maquetas de avión con alas en flecha en un laboratorio alemán abandonado en Braunschweig, esa información dio lugar al primer bombardero de la USAF con alas en flecha, el B-47.
La introducción en la aeronáutica de los avances alemanes en el campo de las alas en flecha causó una pequeña revolución, y casi todos los diseños en curso se modificaron para incorporar alas en flecha. Una víctima interesante fue el británico Miles M-52, que era un intento de romper la barrera del sonido con un diseño de ala recta. Cuando salió a la luz el diseño de ala en flecha, el proyecto fue cancelado, ya que se pensaba que tendría demasiada resistencia como para romper la barrera del sonido, pero sin embargo, poco después en EE. UU. hicieron exactamente eso con el Bell X-1. En 1945, Robert T. Jones un ingeniero del NACA desarrolló la teoría del barrido que perfeccionó el concepto de ala en flecha y permitió estudiar su capacidad de reducir los efectos de la onda de choque en los números de Mach críticos. A principio de los años 1950 la mayoría de los aviones de combate utilizaban alas en flecha. Fue entonces cuando salió a la luz otro problema descubierto por los alemanes.

## Velocidad del sonido

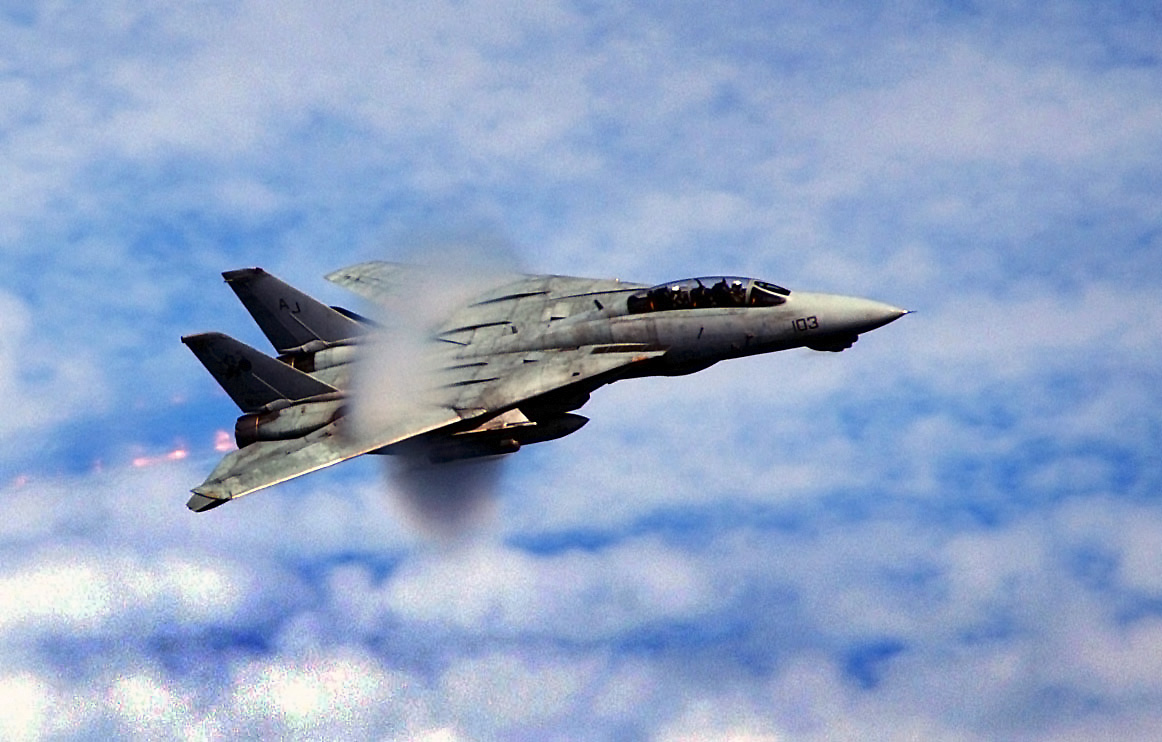
F-14 Tomcat, un ejemplo de aeronave con alas de geometría variable, en este caso en configuración para alta velocidad (ángulo de las alas más agudo) para romper mejor la barrera del sonido

Las alas en flecha se emplean en aviones que realizan parte de sus vuelos en velocidades en torno a la velocidad del sonido. Inicialmente solo se utilizaron en aviones de combate, pero actualmente pueden verse en prácticamente todos los aviones de reacción, incluyendo aviones de línea regular o privados. 
Cuando una aeronave se aproxima a la velocidad del sonido, empieza a aparecer el fenómeno conocido como "buffer". El aire alcanza velocidades supersónicas en los extremos de las alas y esta zona de velocidad supersónica acaba en una onda de choque oblicua, que es prácticamente perpendicular en la parte superior del ala. Las pérdidas de la onda de choque normal aumentan la resistencia. El choque puede hacerse más oblicuo haciendo que el perfil de la aeronave cambie tan gradualmente como sea posible (alta finura o fineness ratio en inglés). 
En lugar de cambiar el perfil es posible actuar indirectamente mediante oscilación del alas o extendiendo las alas con cuerpos anti-choque, los cuales producen efectos mínimos a bajas velocidades. Estos métodos también desplazan el choque en otra dirección (que no es visible en una vista en corte del perfil alar) especialmente con alas en flecha adelante: el choque ocurre cerca del borde de ataque. El barrido atrás junto con la finura suelen ser útiles sólo con alas en flecha invertida.
Para vuelos supersónicos el borde de ataque del ala debe ser muy afilado o en flecha atrás.

## Desventajas

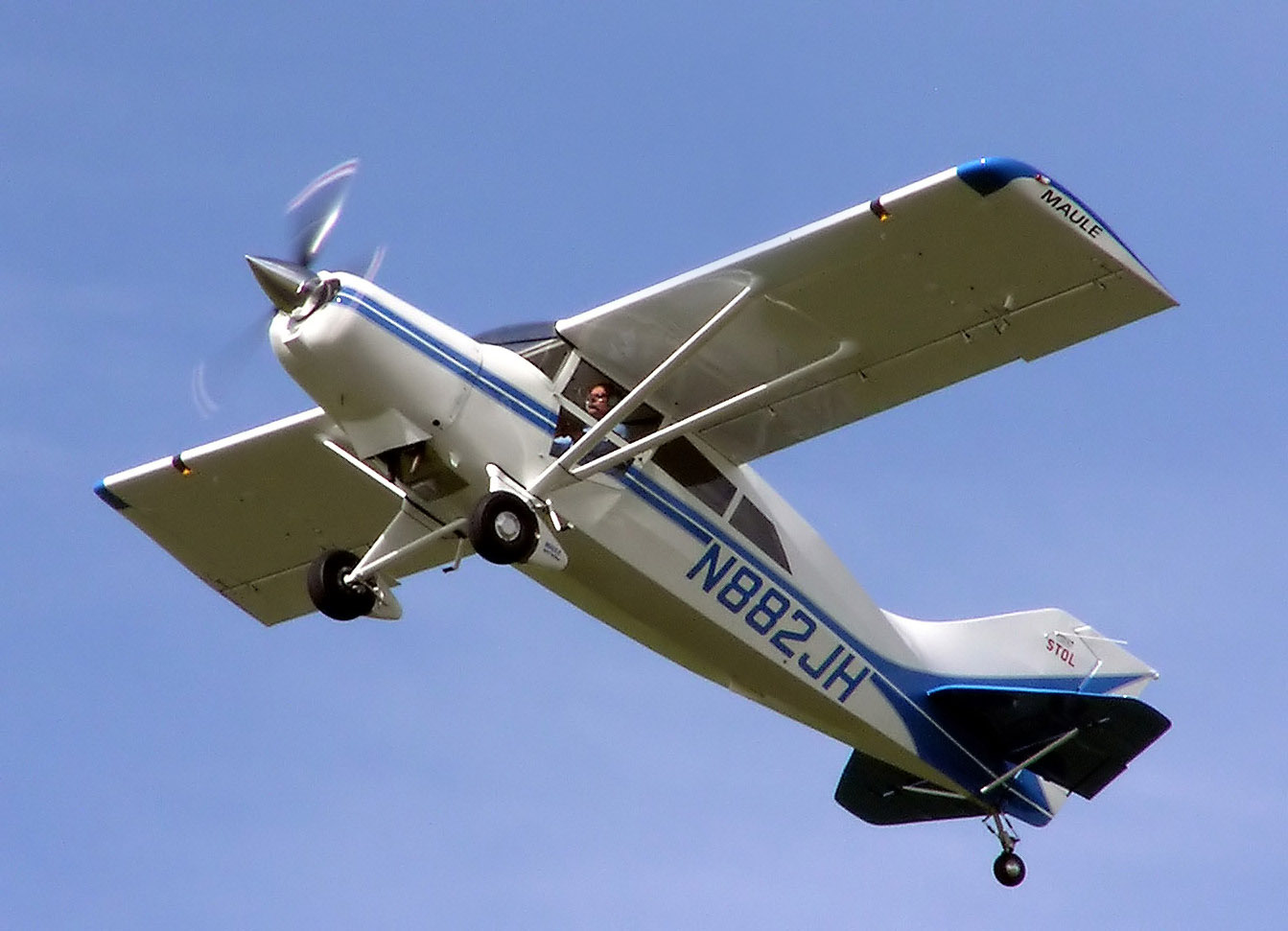
Alas rectas de un avión ligero Maule M-7-235B Super Rocket

Cuando un avión con alas en flecha vuela a gran velocidad, el flujo de aire tiene poco tiempo para reaccionar y simplemente fluye en línea recta de delante a atrás sobre el ala. A velocidades más bajas, el aire sí tiene tiempo para reaccionar, y sufre un empuje a lo largo de la envergadura por el borde de ataque en ángulo, hacia las puntas de las alas. En la raíz de las alas, junto al fuselaje, esto no tiene un efecto perceptible, pero al acercarse a las puntas, el flujo de aire es empujado a lo largo de la envergadura, no solo por el borde de ataque, sino por todo el aire que se mueve a lo largo de la envergadura junto a él. Así, en los extremos, el flujo de aire se mueve a lo largo del ala, en vez de pasar sobre ella, este fenómeno se conoce como flujo de envergadura.
En las alas, la sustentación alar la produce el fluir del aire sobre ella de delante a atrás. Al aumentar el flujo a lo largo de la envergadura, las capas límite sobre la superficie del ala tienen un mayor recorrido, y así, son más gruesas y más susceptibles al tránsito a flujo turbulento o separación del flujo; igualmente, el alargamiento efectivo del ala es menor, y así, hay "fugas" de aire alrededor de los extremos de las alas, reduciendo su eficacia, y la sustentación al despegue. El flujo a lo largo de la envergadura en las alas aflechadas genera un flujo de aire que mueve el punto de estancamiento en el borde de ataque de cualquier sección concreta del ala aún más bajo el borde de ataque, lo que incrementa el ángulo de ataque efectivo de los sectores del ala respecto al adyacente anterior. El resultado es que los sectores del ala aún más atrás actúan en ángulos de ataque cada vez mayores, lo que fomenta una pérdida precoz de esos sectores. Esto hace que en las alas con flecha atrás entren en pérdida los extremos, al ser las puntas lo más posterior, mientras retrasa la entrada en pérdida de los extremos en las alas con flecha adelante, en que las puntas están adelantadas. Normalmente no es un problema, pero como los aviones reducen la velocidad para aterrizar, los extremos pueden en la práctica entrar en la zona de entrada en pérdida incluso a velocidades donde dicha pérdida no debería ocurrir. Tanto en las alas con flecha atrás como con flecha adelante, la parte posterior del ala entra en pérdida antes. Esto produce un momento de encabritamiento o de aumento del ángulo de ataque, y así la sustentación neta -centro de presiones- se desplaza adelante. Si el piloto no lo corrige, el movimiento del morro arriba se acentúa, lo que provoca que entre en pérdida una mayor parte del ala, lo que aumenta el alzamiento del morro, etc. Este problema acabó siendo conocido como Sabre dance en referencia a los North American F-86 Sabre que tuvieron accidentes en los aterrizajes como resultado de estos problemas.
Se desarrollaron varias soluciones para este problema. Una fue el agregado de una placa o aleta de metal llamada wing fence sobre la superficie superior del ala -extradós- para re-encauzar el flujo atrás (esta solución se usó por ejemplo en el MiG-15), otro diseño similar fue el añadir una muesca en diente de perro en el borde de ataque (Avro Arrow). Otros diseños siguieron ideas más radicales, incluyendo el ala del XF-91 Thunderceptor que se ensanchaba hacia el extremo para dar más sustentación en los extremos, y los británicos se inclinaron por una planta del ala en medialuna compound sweep o ala cimitarra que tenía una mayor flecha junto a la raíz del ala, aflechamiento que se iba reduciendo a lo largo de la envergadura, al igual que el espesor del ala, utilizada en el Handley Page Victor, uno de los Bombarderos Serie V.
Las soluciones modernas al problema ya no precisan diseños "personalizados" como estos. La adición de slats -ranuras- en el borde de ataque y grandes flaps compuestos dispositivo hipersustentador en las alas ha resuelto ampliamente el problema. En diseños de cazas la adición de extensiones en el borde de ataque, hecha para mejorar la maniobrabilidad, también sirve para añadir sustentación durante el aterrizaje y reducir el problema.
El ala en flecha tiene varios problemas más. Uno es que sea cual sea la longitud del ala, la envergadura real extremo a extremo es más corta que la de cualquier ala que no sea en flecha. La resistencia a baja velocidad está fuertemente relacionada con la relación de aspecto -alargamiento-, la envergadura comparada con la cuerda; un ala en flecha siempre tiene más resistencia a baja velocidad. Otro problema es el par aplicado por el ala al fuselaje, ya que buena parte de la sustentación que produce el ala queda detrás del punto en que la raíz del ala se une al avión. Finalmente, mientras es realmente fácil hacer pasar los spars -largueros- principales del ala de un lado al otro del fuselaje en un diseño de ala recta, para usar una única pieza continua de metal, esto no es posible en el ala en flecha porque los largueros se encontrarían en ángulo.

## Ala en flecha invertida

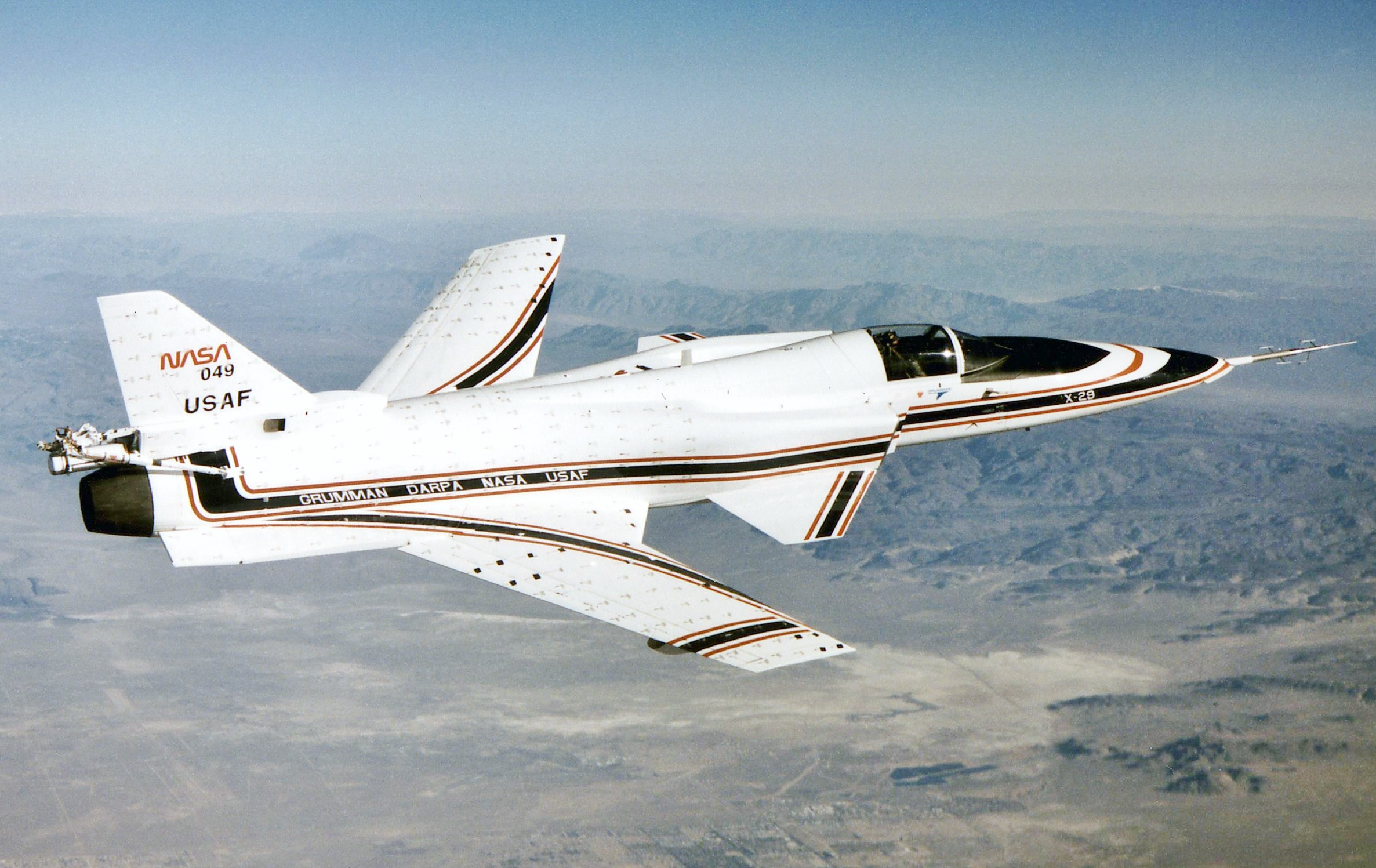
Grumman X-29 un avión experimental mostrando un ejemplo extremo de alas en flecha dirigidas adelante.

El aflechar un ala adelante viene a tener el mismo efecto que atrás en términos de reducción de la resistencia, pero tiene otras ventajas en términos de control a baja velocidad, ya que el problema de entrada en pérdida de los extremos de las alas desaparece. En este caso, el aire a baja velocidad fluye hacia el fuselaje, que actúa como una placa o aleta de ala de gran tamaño. Además, en todos los casos las alas suelen ser más anchas en la raíz, lo que permite que produzcan más sustentación a baja velocidad.
Sin embargo, esta disposición tiene serios problemas de estabilidad. El sector más posterior del ala entra en pérdida antes, produciendo una fuerza de levantamiento del morro que pone al avión aún más en pérdida, igual que con la flecha atrás. Así, las alas con flecha adelante son inestables en forma parecida a los problemas a baja velocidad de las alas con flecha convencional atrás. Sin embargo, y a diferencia de las alas con flecha atrás, los extremos de un ala con un diseño de flecha adelante entrarán en pérdida los últimos, lo que permite mantener el control de alabeo. 
Las alas con flecha adelante puede sufrir unos peligrosos efectos de torsión, comparados con la flecha atrás, que pueden anular la ventaja respecto a la entrada en pérdida de los extremos si el ala no es suficientemente rígida. En los diseños con flecha atrás, cuando el avión maniobra con un alto factor de carga, la carga alar y la geometría tuercen el ala de forma que producen una corrección (los extremos se doblan haciendo que el borde de ataque baje), esto reduce el ángulo de ataque en el extremo del ala, lo que reduce la fuerza de torsión sobre el ala, y en cierto modo la entrada en pérdida de los extremos. Sin embargo, el mismo fenómeno en las alas con flecha adelante refuerza el efecto, lo que aumenta el ángulo de ataque e induce la entrada en pérdida del extremo.
A pesar de eso, este diseño proporciona al avión una extraordinaria agilidad y maniobrabilidad; lo utilizó en la Segunda Guerra Mundial el Junkers 287. El Grumman X-29 de 1984 fue un proyecto experimental que permitió probar la mejora de la maniobrabilidad que aportaba esta tecnología. El Su-47 Berkut es otro notable ejemplo de empleo de esta solución técnica. Con las alas en flecha invertida se hacen necesarios los sistemas de vuelo asistidos por ordenador y los sistemas fly by wire.
Si el ángulo de la flecha adelante no es excesivo, la inestabilidad no es tan acusada, y se ha utilizado esta configuración en muy diversos aviones, para desplazar el larguero a una posición adecuada, como en el Junkers Ju 287 o el HFB-320 Hansa Jet y en planeadores biplazas a fin de hacer coincidir el centro de masas -centro de gravedad- y el centro de empuje -centro de presiones- de la aeronave. Esto es necesario para permitir que el nacimiento de las alas spar esté situado tras el asiento trasero del aparato. Un gran aflechamiento, adecuado para aviones rápidos, como los cazas, era imposible hasta la introducción de los sistemas de "fly by wire" -vuelo eléctrico- que pueden reaccionar con suficiente rapidez como para contrarrestar esas inestabilidades. El Grumman X 29 era un proyecto experimental de demostración de tecnología diseñado para probar el concepto del ala con flecha adelante para mejorar la maniobrabilidad. Otro ejemplo notable del uso de esta tecnología es el Su-47 Berkut. Sin embargo, no ha entrado en fase de producción ningún diseño con alas de gran aflechamiento adelante.